# Adela Breton
Adela Catherine Breton (31 de diciembre de 1849 - 13 de junio de 1923) fue una acuarelista  autodidacta, copista, investigadora y exploradora arqueológica inglesa. Hizo copias en acuarela de las pinturas murales de los templos mexicanos, especialmente las del Templo Superior de los Jaguares en Chichén Itzá, Xochicalco, El Tajín y Teotihuacán. 

## Biografía
Breton nació en Londres el 31 de diciembre de 1849, de padres viajeros. Su padre era un inglés que sirvió en la Marina Real y conoció a la madre de Adela (que nació en Somerset, Inglaterra) mientras estaba en Tasmania.
Se mudaron a Bath, condado de Somerset, unos meses después del nacimiento de Adela y ella creció allí. Su formación estuvo orientada principalmente hacia disciplinas consideradas propias de la educación femenina de su tiempo, como los idiomas, la música y el dibujo. Durante su infancia, su familia vacacionó con estancias temporales en países como Francia, Suiza e Italia, lo que le permitió un contacto temprano con distintas expresiones culturales europeas. Se presume que durante su estancia en Florencia recibió instrucción artística formal, dada la relevancia de esta ciudad como centro de formación en las artes.
Bath fue fundada como un complejo termal en los tiempos romanos, y este sitio arqueológico solían frecuentar la familia Breton quiénes tenían un genuino interés por la arqueología. Adela se quedó en Bath para cuidar a sus padres en su vejez, pero, después de que su padre murió en 1887, decidió viajar. Tomó la decisión consciente de no casarse, por lo que podía permanecer independiente y satisfacer su pasión por los viajes. Inicialmente se dirigió a Canadá (y Estados Unidos) donde pintó el paisaje, antes de regresar a Bath para exhibir sus pinturas. El 1 de abril de 1892 hizo su primera viaje a México, se hospeda en el Hotel de Iturbide. Un año después regresa a México y contrata como guía Pablo Solario originario de Churumuco, Michoacán, con quién viajó a caballo por todo el país, utilizando sus habilidades artísticas para registrar las frisas, tallas y otros tesoros arqueológicos, es particularmente conocida por sus pinturas de color de los frescos descubiertos en Teotihuacán en 1894, en un sitio que se conoce como Teopancaxco o La Casa del alfarero. Este viaje tuvo una duración de 18 meses.
En 1895 regresa a Londres acompañada de Pablo Solario. En 1896, regresan a realizar el tercer viaje de Adele a México visitan Michoacán, Zacatecas, Teuchitlán, Jalisco donde registra y fotografía la zona arqueológica de Guachimontones y Guerrero. En 1898 viajan a explorar Real del Monte, Hidalgo, Monte Albán y Mitla en Oaxaca, Xochicalco en Morelos. En 1900 realizarán el primer viaje a Chichén Itzá que se estaban desenterrando en Yucatán.
En 1902 participa en el Congreso Internacional de Americanistas en Nueva York, en su ponencia habla acerca de la zona arqueológica: 
«Teuchitlán es un pequeño pueblo al pie de un largo espolón del volcán [Tequila]... En Teuchitlán, los desechos de obsidiana se encuentran esparcidos densamente sobre una gran extensión de terreno. Además de la obsidiana, cuenta con un sitio antiguo muy interesante en la cima del cerro, y los notables montículos y círculos llamados Huaerchi Montón a mitad de camino.»
Sus observaciones se hicieron más científicas y se ampliaron para incluir la geología, los cañones y los volcanes. Los viajes de Breton en México fueron finalmente disminuyendo con el estallido de la revolución mexicana en 1910. Fue reconocida internacionalmente en vida por su valiosa contribución a la arqueología mesoamericana.
Su último viaje registrado a la Ciudad de México fue en 1917, hospedada en el Hotel Canadá transcribió sus notas en 34 hojas de la libreta del hotel para enviárselas a William Gates; llevaba más de veinte años viajando por México. 
Falleció en Barbados el 13 de junio de 1923, a la edad de 73 años. Su hermano dejó su legado dibujos y anotaciones al Museo y Galería de Arte de Bristol. Tras su muerte, quedó en el olvido hasta que en los años setenta el arqueólogo especialista en cultura maya Eric Thompson redescubrió sus acuarelas.

## Cartografía de viajes
La cartografía de los viajes y acontecimientos significativos en la vida de Adela Breton resulta fundamental para comprender el desarrollo de su labor como artista y pionera en la documentación arqueológica. A partir de su primer viaje a México en 1892, Breton emprendió numerosas expediciones por diversas regiones del país, incluyendo Teotihuacán, Chichén Itzá y Xochicalco, en las cuales produjo detalladas acuarelas y registros escritos que constituyen valiosos testimonios visuales del estado de los monumentos prehispánicos en esa época. Estos desplazamientos no solo evidencian su compromiso con la conservación, investigación y estudio del patrimonio cultural mesoamericano, sino que también reflejan su progresiva inserción en redes académicas internacionales. Cartografiar sus recorridos permite así reconstruir la dimensión geográfica y temporal de su trabajo, al tiempo que proporciona claves para valorar su legado desde una perspectiva interdisciplinaria que articula el arte, la arqueología y la historia de las mujeres viajeras del siglo XIX.
| Año      | Viajes y Acontecimientos importantes |
| -------- | --- |
| 1890     | Viaja a Japón |
| 1891     | Viaja a San Francisco, California. Estados Unidos de Norteamérica                                                                             |
| 1892     | Primer viaje a México |
| 1893- 95 | Segundo viaje a México |
| 1895     | Pablo Solorio viaja a Londres Inglaterra |
| 1896-97  | Tercer viaje por México visitan Michoacán, Jalisco, Zacatecas, Guerrero y Oaxaca                                                              |
| 1898-99  | Cuarto por México: Real del Monte, Hidalgo. Este año presta material al recién inaugurado Museo y Galería de Arte de Bristol de antigüedades. |
| 1901     | Conoce a Zelia Nuttall intercambian ideas, conocimientos y dibujos sobre objetos arqueológicos                                                |
| 1902     | Participa en el congreso de Americanistas en su conferencia habla acerca de Guachimontones                                                    |
| 1904     | Muere Pablo Solorio |
| 1908     | Viaja a la Ciudad de México, tiene encomiendas de Alfred Maudslay                                                                             |
| 1917     | Notas de Adele Breton escritas en el Hotel Canadá de la Ciudad de México                                                                      |
| 1910     | Participa en un Congreso que se llevó a cabo en Chile y Argentina con su ponencia La pintura y escultura en México y Centroamérica.           |
| 1922     | Viaja a Río de Janeiro para asistir al Congreso de Americanistas                                                                              |

## Legado
La colección de acuarelas realizadas por Adele Breton son sólo una parte de los 1.500 artículos que legó al Museo y Galería de Arte de Bristol tras su muerte. El museo realizcó un proyecto de digitalización y mejoras de conservación en 2014 para que los frágiles rollos de pinturas se puedan conservar y poner a disposición para la investigación. 
Parte de su correspondencia con Ella Lewis de Filadelfia se encuentra en la Biblioteca de la Universidad de Harvard.

## Exposiciones
En 1989 el Museo y Galería de Arte de Bristol realizan una gran exposición de su trabajo El arte de las ruinas: Adela Bretón y los templos de México, está exposición tuvo una gira nacional. El Museo Nacional de Antropología  en la Ciudad de México realiza una exposición en su honor.
En 2016, se llevó a cabo una exposición de cuatro meses titulada  The Remarkable Miss Breton  en la institución literaria y científica Bath Royal en Bath. En 2017, se realizó una exposición temporal Adela Breton: Ancient Mexico in Colour de su obra original en el Museo y Galería de Arte de Britol.